# Lepistemon owariense
Lepistemon owariense är en vindeväxtart som först beskrevs av Ambroise Marie François Joseph Palisot de Beauvois, och fick sitt nu gällande namn av Hall. f. Lepistemon owariense ingår i släktet Lepistemon och familjen vindeväxter. Inga underarter finns listade i Catalogue of Life.